# Søren Andersen
Søren Andersen (Aarhus, 1970. január 31. –) dán válogatott labdarúgó.

## Pályafutása

### Klubcsapatban
1989 és 1993 között az Aarhus csapatában játszott. 1993 és 1994 között a Lleida, 1994 és 1995 között a Rayo Vallecano játékosa volt Spanyolországban. 1995-ben a svéd Norrköpinget erősítette. 1995-től 1998-ig az AaB labdarúgója volt. 1998 és 1999 között a Bristol Cityben játszott. 1999 és 2001 között az Odense labdarúgója volt. 2003-ban fejezte be a pályafutását az Aarhus játékosaként. 

### A válogatottban
1993 és 2000 között 12 alkalommal szerepelt a dán válogatottban. Részt vett az 1992. évi nyári olimpiai játékokon és az 1996-os Európa-bajnokságon.

## Sikerei, díjai
AaB Fodbold
- Dán kupagyőztes (1): 1991–92